# Chlamys hastata
Chlamys hastata är en musselart som först beskrevs av G. B. Sowerby II 1842.  Chlamys hastata ingår i släktet Chlamys och familjen kammusslor.

## Underarter
Arten delas in i följande underarter:
- C. h. hericia
- C. h. pugetensis
- C. h. hastata

## Bildgalleri

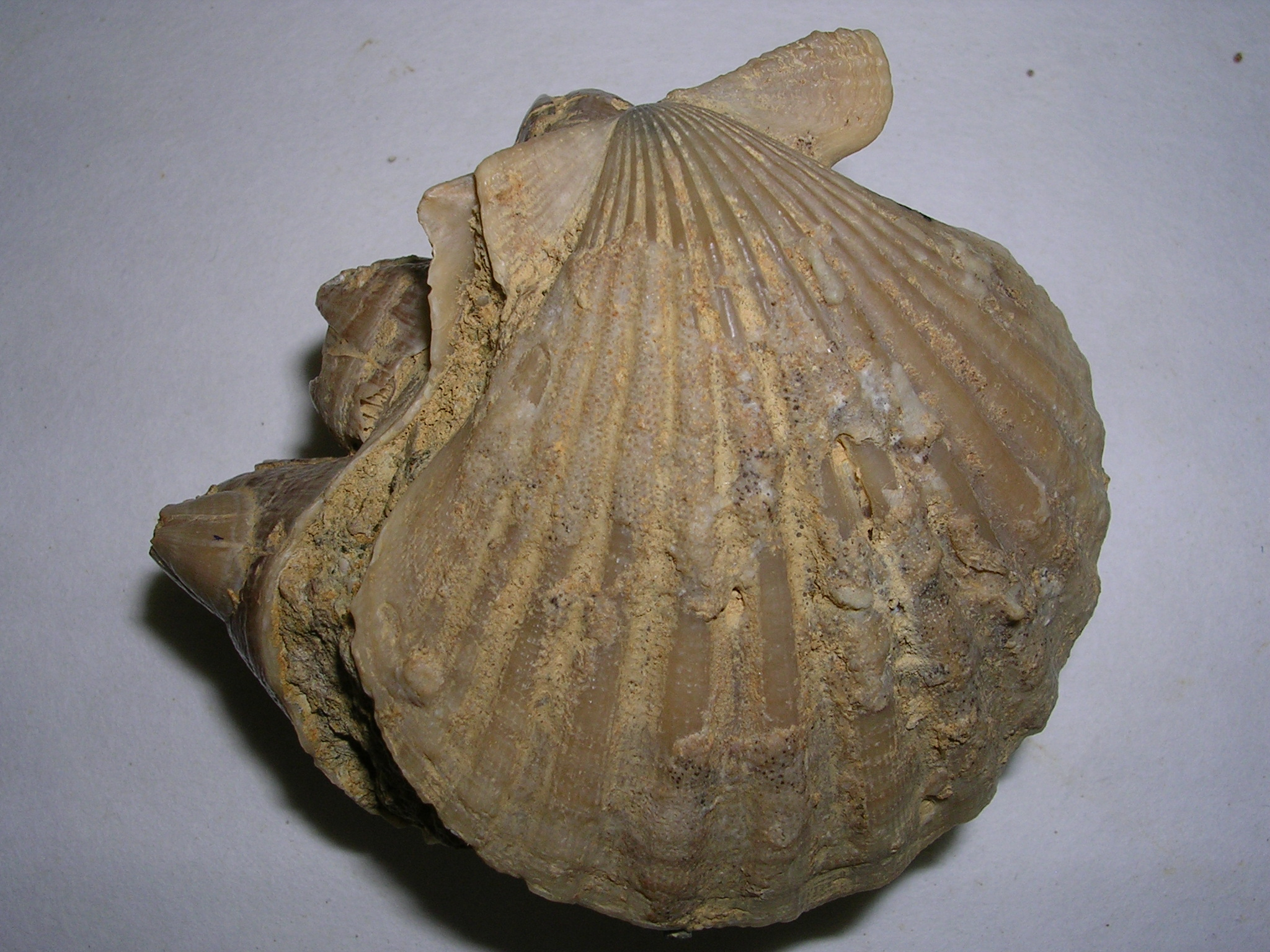